# Władysław Taczanowski
Władysław Taczanowski, född den 1 mars 1819 i Jabłonna, Lublins vojvodskap, död den 17 januari 1890 i Warszawa, var en polsk zoolog. 
Taczanowski anses vara en av de främsta europeiska zoologerna under 1800-talet, efter att ha utbildats i Paris arbetade han på museer i Wien, Berlin, Paris och London samt var kurator för den zoologiska avdelningen vid Universitetet i Warszawas museum från 1862 fram till sin död.

## Arter uppkallade efter Władysław Taczanowski
- Agouti taczanowskii
- Ladislavia taczanowskii
- Nothoprocta taczanowskii
- Podiceps taczanowskii
- Tropidophis taczanowskyi